# أولكسندر باندورا
أولكسندر باندورا (بالأوكرانية: Бандура Олександр Вікторович) هو لاعب كرة قدم أوكراني في مركز حراسة المرمى، ولد في 30 مايو 1986 في Gamaliyivka ‏ في أوكرانيا. لعب مع ميتالورغ دونيتسك ونادي تافريا سيمفروبول.

## وصلات خارجية
- أولكسندر باندورا على موقع اتحاد أوكرانيا (الإنجليزية)
- أولكسندر باندورا على موقع قاعدة بيانات كرة القدم.إي يو (الإنجليزية)
- أولكسندر باندورا على موقع Soccerway.com (الإنجليزية)
- أولكسندر باندورا على موقع عالم كرة القدم.نت (الإنجليزية)